# Harmonia Caelestis

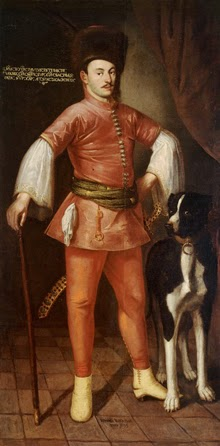
Пауль I Естергазі

Harmonia Caelestis («Небесна гармонія») — музичний бароковий цикл з 55 духовних кантат, написаний угорським князем і композитором Паулем I Естергазі (1635—1713). Був завершений приблизно в 1700 році, опублікований у Відні в 1711 році. Перша спроба створення угорської традиції в духовній музиці. Цикл цікавий тим, що в ньому широко використовуються традиційні угорські та німецькі мелодії.
Кожна кантата складається з однієї частини. Вони написані для соліста, хору і оркестру, з використанням багатьох комбінацій таких інструментів, як скрипка, віола, віолон, арфа, фагот, теорба, флейти, труби, орган і литаври. У деяких кантат присутні оркестральні прелюдії і інтерлюдії (під назвами «соната» і «ріторнелла»). Роль хору зводиться здебільшого до гомофонних ансамблів. З іншого боку, роль сольної партії (частіше один голос, але є і дуети) різниться від кантати до кантаті (Ascendit Deus і Saule, quid me persequeris). Деякі композиції мають строфічну форму (Ave maris stella), в інших має місце чергування сольних партій і ріпієно, тобто тутті (лат. Sol recedit igneus, Veni sancte spiritus). Очевидним є вплив на цикл творчості композиторів-сучасників, які творили в XVII столітті в Південній Німеччині (Кель, Шмельцер), Італії та Відні (Честі, Берталі, Драгі, Ціані). Але також варто відзначити і те, що там і тут використовуються народні угорські мотиви, а дві кантати (Jesu dulcedo cordium і Cur fles Jesu) навіть є адаптаціями угорських хоралів. У наступні сто років в творах сучасників угорському народному музичної спадщини практично не приділялося уваги.
Іменем циклу названа новела угорського письменника Петера Естергазі, що вийшла в 2000 році.